# فرودگاه امامی
فرودگاه امامی (به انگلیسی: Amami Airport) یک فرودگاه همگانی با کد یاتا ASJ است که یک باند فرود آسفالت بتن دارد و طول باند آن ۲۰۰۰ متر است. این فرودگاه در کشور ژاپن قرار دارد و در ارتفاع ۴ متری از سطح دریا واقع شده‌است.

## شرکت‌های هواپیمایی و مقصدهای پروازی

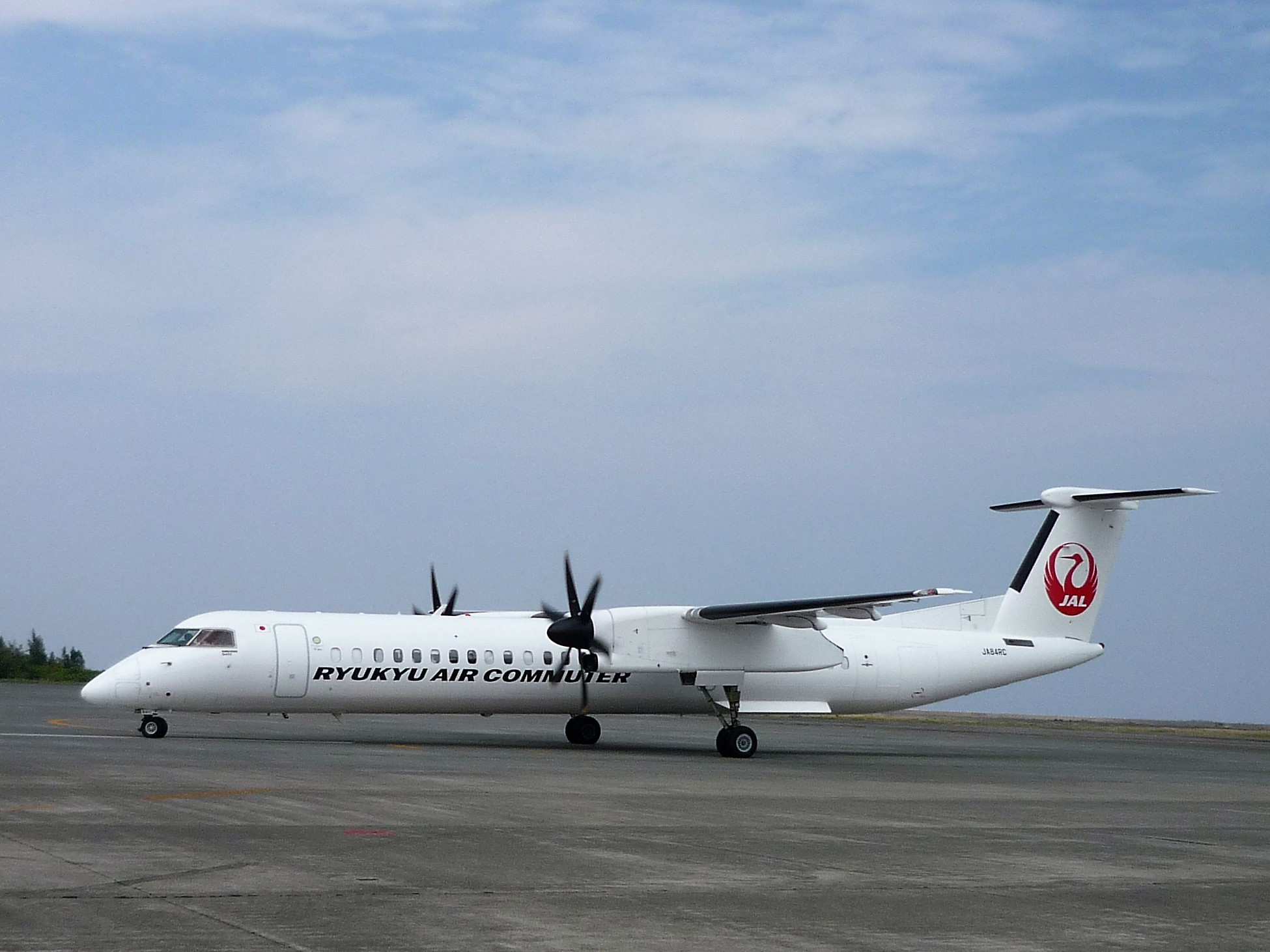
فرودگاه امامی در سال 2018

### مسافری
| شرکت‌های هواپیمایی                                | مقصدهای پروازی                                           |
| ------------------------------------------------ | -------------------------------------------------------- |
| خطوط هوایی ژاپن                                  | اوساکا، هانه‌دا                                           |
| خطوط هوایی ژاپن اجرا توسط جی-ایر                 | فوکوئوکا                                                 |
| خطوط هوایی ژاپن اجرا توسط Japan Air Commuter     | فوکوئوکا، کاگوشیما، کیکای، اوکینورابو، توکونوشیما، یورون |
| ژاپن ترانس‌اوشن ایر اجرا توسط Ryukyu Air Commuter | ناها                                                     |
| Vanilla Air                                      | کانزای، ناریتا                                           |